# Verwaltungsgemeinschaft Meerane-Schönberg
Die Verwaltungsgemeinschaft Meerane-Schönberg (bis zum 27. Januar 2017 Verwaltungsgemeinschaft Meerane) ist eine Verwaltungsgemeinschaft im Freistaat Sachsen. Sie liegt im äußersten nordwestlichen Zipfel Sachsens und des Landkreises Zwickau an der Grenze zu Thüringen, in einem dicht besiedelten Gebiet am Nordwestrand des Erzgebirgischen Beckens. Die Kreisstadt Zwickau liegt zirka 20 km südlich und die Stadt Glauchau zirka 8 km östlich des Gemeinschaftsgebietes. Die südlich verlaufende Bundesautobahn 4 ist über den Anschluss Glauchau-West oder Meerane zu erreichen. Westlich der Gemeinde verläuft die Bundesstraße 93 und östlich die B 180.

## Die Gemeinden mit ihren Ortsteilen
- Meerane mit den Ortsteilen Meerane (Stadt), Crotenlaide, Dittrich, Seiferitz und Waldsachsen
- Schönberg mit den Ortsteilen Breitenbach, Köthel, Oberdorf, Pfaffroda, Schönberg und Tettau